# 1-hydroxy-7-azabenzotriazol
1-hydroxy-7-azabenzotriazol (zkráceně HOAt) je organická sloučenina používaná při syntéze peptidů a k zamezení racemizaci při asymetrické syntéze.